# Ferrari America
Ferrari America е серия от първокласни модели на Ferrari, произвеждани през 50-те и 60-те години на XX век. Тези модели предимно били големи Gran Turismo автомобили с най-големите V12 двигатели и често имали поръчкови каросерии. Всички модели America имали твърд мост в задната си част и били с предно разположен двигател и задно задвижване. Управлението било от вид червяк-ролка.
Серията America била базирана на концептуални автомобили, които носели името Superfast. Две от сериите използвали името Superamerica: 400 Superamerica и 410 Superamerica. Последният член на серията бил Ferrari 500 Superfast. Серията също така включва 365 California.

## 330 America
330 America използва шасито на Ferrari 250 GTE, но не и двигателя му. 330 America използва Tipo 209 60-градусов V12 двигател с работен обем от 4 литра и максимална мощност от 304 к.с. при 6600 об./мин.
50 бройки от модела 330 America са сглобени, една от които е погребана през 1977 г. в гробище в Сан Антонио заедно със собственичката си – Сандра Уест, по нейно желание.

## 340 America
Първите автомоболи America били 340, произвеждани от 1950 г. до 1952 г. Моделът използва новия Lampredi V12 двигател, разработен за състезания във Формула 1. 340 America има максимална мощност от 200 к.с. Само 24 бройки са произведени от модела: 11 от Vignale, 8 от Touring и четири от Ghia.
340 America е заменена от събрата си 375 America, разполагащ с по-голям двигател.

## 365 California
365 California е модел от 1966 г. Моделът използва шасито на моделите America с междуосието си от 2650 mm и твърд заден мост, но използва 4.4-литровия Colombo V12 двигател от стандартните модели Ferrari 365. Само 14 от роудстърите били произведени, два от които с десен волан. Производството приключило през 1967 г.

## 375 America
Още един модел на Pininfarina и Vignale, 375 America е използвало нов 4.5-литров Lampredi двигател с мощност до 300 к.с. 340 America и 375 America били скъпи и ексклузивни – само около 40 бройки били произведени от 1951 г. до 1955 г.

### 375 MMIngrid Bergman
Роберто Роселини поръчал на Carrozzeria Scaglietti да направят специална версия на 375 MM с поръчкова каросерия за жена му, актрисата Ингрид Бергман. Дизайнът на тази специална версия по-късно ще се превърне във вдъхновение за дизайна на модела именуван на самия Скалиети – Ferrari 612. Цветът, избран за автомобила, не е бил предлаган за нито един модел на Ferrari. По-късно обаче Ferrari започват да го предлагат с всичките си модели и го наричат Grigio Ingrid.

## 400 Superamerica
400 Superamerica има по-малък 4-литров Colombo V12 двигател, но има мощност колкото предшественика си – 340 к.с. Моделът дебютира през 1959 г. след края на производството на 410 Superamerica. Моделът се предлага като купе, спайдър или кабриолет с поръчкова каросерия от Pininfarina. Дискови спирачки и на четирите колела е било новост. 47 бройки от 400 Superamerica са произведени до края на производството през 1964 г.

## 410 Superamerica
Ferrari започват производството на нова гама от America автомобили, започваща с 410 Superamerica през 1955 г. Двигателят е с работен обем от 5.0 литра и максимална мощност от 340 к.с. Superamerica III от 1957 г. има тройни Вебер карбуратори за още повече мощност.
Всяка бройка 410 Superamerica е имала поръчкова каросерия, с някои направени от Boano, Ghia, но най-вече от Pininfarina. Цената на модела била невероятно висока за времето. С цена от 16 800 щатски долара, 410 Superamerica е предложена на автосалона в Ню Йорк от вносителя за САЩ – Луиджи Чинети. Тази цена е била два пъти по-висока от тази на Mercedes-Benz 300SL „Гълуинг“. Само 35 бройки са произведени и серията приключва през 1959 г.

## 500 Superfast
Краят на топ-линията от модели America е Ferrari 500 Superfast от 1964 г. В началото на разработката си и дори по време на производството си тези автомобили трябвало да се казват Superamerica, но било направено решение в последния момент да се казват Superfast. Двигателят е 5-литров Ferrari Colombo V12 двигател с мощност от 400 к.с и максимална скорост от 275 км/ч. Двигателят имал същите физически параметри като Lampredi двигателите с дълъг блок от 410 Superamerica. Шасито е било базирано на това от Ferrari 330 GT 2+2, а каросерията е била отново дело на Pininfarina. 37 автомобила са произведени до 1966 г., включително и 12 бройки от модела Series II, който имал обновена 5-степенна трансмисия. Всички бройки са купета.